# Erik W. G. Leidzén
Erik William Gustav Leidzén (Stockholm, 25 maart 1894 – New York, 20 december 1962) is een Zweeds componist, muziekpedagoog, dirigent en arrangeur. Hij was het derde en jongste kind van het echtpaar Erik Leidzén sr. en Elinor Kelly. Hij heeft echter zijn vader nooit gezien, omdat die al was overleden toen Erik jr. werd geboren. 

## Levensloop
Leidzén vertrok met zijn moeder en zijn twee zusjes Carin en Margaret in 1899 naar Kopenhagen. Hij leerde al op zesjarige leeftijd de Es-flugelhoorn te bespelen. Hij werd lid van de Deense stafband van het Leger des Heils. Toen hij negen jaar was, dirigeerde hij de verzamelde bands tijdens het Nationale congres van het Leger des Heils in Kopenhagen. Van 1911 tot 1915 studeerde hij aan de Kungliga musikaliska akademien (de muziekhogeschool) in Stockholm. In 1915 emigreerde hij naar de Verenigde Staten. Aldaar werd hij eveneens dirigent van de Nationale stafband van het Leger des Heils, en werkte daarnaast in de administratie van deze organisatie. Leidzén raakte ook bekend met Edwin Franko Goldman en was enige tijd arrangeur voor het harmonieorkest van deze bekende dirigent en componist. 
Als muziekpedagoog was hij verbonden aan verschillende universiteiten en muziekscholen, zoals de Ernest Williams School of Music in New York, Universiteit van New York en de Universiteit van Michigan in Ann Arbor.
Naast zijn talrijke bewerkingen van klassieke werken voor harmonieorkest, bijvoorbeeld van: 

Richard Addinsell: Warsaw concerto

Johann Sebastian Bach: Toccata and fugue in d minor, Jesu, joy of man's desiring from Cantata BWV 147 en Komm süßer Tod (Come, sweet death) 

Hector Berlioz: March to the scaffold from "Symphonie fantastique", op. 14

Aram Chatsjatoerjan: Russian dance from Gayaneh ballet

Antonín Dvořák: Finale from the  Symphony no. 9 in E Minor "From the New World", Op. 95 

Reinhold Glière: Russian Sailors' Dance

Louis Moreau Gottschalk: Pasquinade

Dmitri Kabalevski: Dance from "The Comedians"

Felix Mendelssohn Bartholdy: Trauer-Marsch, op. 103

Modest Moessorgski: Pictures at an Exhibition

Giacomo Puccini: Vissi d'arte, vissi d'amore uit de opera "Tosca"

Sergej Rachmaninov: Italian Polka
Ottorino Respighi: The pines of the Appian Way from "Pines of Rome"

Nikolaj Rimski-Korsakov: Procession of the nobles - Cortège from "Mlada", Summer Day Suite, Op. 65 A

Richard Rodgers: Selections from South Pacific en Guadalcanal march from "Victory at Sea", Selection from "Carousel"

Gioacchino Rossini: La boutique fantasque, William Tell Overture

Miklós Rózsa: Triumphal march from the M-G-M picture "Quo Vadis"

Richard Wagner: Trauersinfonie, funeral music of themes from Euryanthe by Carl Maria von Weber

en brassband schreef hij ook eigen werken voor deze orkestvormen, alsmede vocale - en kamermuziek.

## Composities

### Werken voor harmonieorkest of brassband
- 1925 Festival March - "Pressing onward", voor brassband[7]
- 1927 A Happy Day, voor kornet en brassband
- 1928 Home, Sweet Home, meditatie voor brassband
- 1930 Fling Wide the Gates, plechtige mars voor brassband
- 1932 The Cleansing Stream, duet voor es- en bes-kornet en brassband
- 1933 Tucker, voor kornet en brassband[8]
- 1934 A Never-Failing Friend, voor trombone en brassband
- 1935 The Saviour’s Name, selectie voor brassband
- 1936 Overture Springtime, voor harmonieorkest
- 1937 Debonnaire, ouverture
- 1937 Holiday Overture, voor harmonieorkest
- 1937 Over there fantasie based on world war melodies
- 1939 Autumn Overture, voor harmonieorkest
- 1939 Nordic March, voor harmonieorkest
- 1941 Scottish Rhapsody, voor harmonieorkest
- 1942 In the King's Service, mars voor brassband
- 1950 Duty and Pleasure, ouverture voor harmonieorkest
- 1950 First Swedish Rhapsody, voor harmonieorkest[9]
- 1951 Hymn of thanksgiving, parafrase voor harmonieorkest met gemengd koor
- 1952 Concertino, voor trombone en harmonieorkest (of brassband)
- 1952 Following the Flag, mars voor brassband
- 1952 Second Swedish rhapsody, voor harmonieorkest of brassband[10]
- 1954 Irish Symphony, voor harmonieorkest
- 1955 Sinfonietta, voor brassband
  1. Grave, leading to Allegro
  2. Lento
  3. Presto
  4. Moderato molto energico e pesante
  5. Allegro comodo
  6. Vivace
- 1958 Doxology, koraalprelude voor harmonieorkest
- 1960 A Robe of White, selectie voor brassband
- 1962 Danish Rhapsody, voor harmonieorkest
- 1962 Songs in the Heart, voor kornet en harmonieorkest of brassband
- American Naval Overture, voor harmonieorkest
- At the Cross Where I First Saw the Light, voor kornet en brassband
- Brass Band on Parade, mars voor brassband
- Dixie Rhapsody, voor harmonieorkest
- E.F.G., mars voor harmonieorkest
- Folksongs for Band, voor harmonieorkest
- Fugue and Chorale, voor harmonieorkest
- Land of the Free, voor harmonieorkest
- Master, Speak!, voor brassband
- Penthouse Serenade, voor harmonieorkest
- Post Bellum Rhapsody, voor harmonieorkest
- Steadily Onward, voor brassband
- The Happy Farmer Joins the Navy, mars voor harmonieorkest
- Two Piece for Band, voor harmonieorkest

### Vocale muziek

#### Werken voor koor
- 1962 Carolers' Favorites: A Collection of America's Best Loved Christmas Carols, voor gemengd koor en piano
- Holy, Holy, Holy, voor gemengd koor en piano
- Hymn of Thanksgiving, voor gemengd koor en piano
- Land of the Free, voor gemengd koor (of mannenkoor) en piano

### Kamermuziek
- 1941 Echoes from old Vienna, voor 3 kornetten en piano
- 1941 The trumpeters, voor kornetkwartet (of trompetkwartet) en piano
- 1941 Trifolium, kwartet voor 3 kornetten (of trompetten) en piano
- 1945 The foursome, voor koperkwartet (2 trompetten en 2 trombones) en piano
- 1947 Jolene, wals caprice voor kornet (of trompet) en piano
- 1949 Alpine fantasy, trio voor hoorns en saxofoons
- 1950 Bourne trio album, voor 3 klarinetten (of saxofoons, of 2 kornetten en trombone)
- 1956 Wondrous Day, voor kornet en piano[11]
- Four leaf clover

## Publicaties
- Band Conductor's Course (Spring Session 1949), The Salvation Army, 1949.
- An invitation to band arranging, Bryn Mawr, Pa., Presser, 1950. 195 p.